# Arcangelo Rotunno
Don Arcangelo Rotunno (Padula, 31 gennaio 1852 – Padula, 22 ottobre 1938) è stato un presbitero, archeologo e scrittore italiano.

## Biografia
Nacque a Padula, nella casa situata nell’allora via Annunziata (oggi a lui intitolata). L’infanzia fu piena di patriottismo: il padre Giuseppe, agricoltore, era stato guardia urbana fino al 1857, quando ne fu espulso perché cognato dell’“attendibile” Antonio Santoro; la madre aveva legami parentali col noto sindaco carbonaro Raffaele Cavoli. In piena infanzia, Arcangelo ebbe modo di vedere coi suoi occhi sia Carlo Pisacane, durante la Spedizione dei Trecento, mentre saliva verso il Palazzo dei Romano il 30 giugno 1857, sia Garibaldi nella sosta al crocevia di Padula, del 5 settembre 1860.

### Carriera
Venne ordinato sacerdote nel 1876, l’anno dopo istituì una scuola privata, di cui fu direttore, insegnante ed educatore fino al 1880. Fermamente convinto che il magistero sia missione da portare avanti. In seguito e ininterrottamente fino al 1923, insegnò nelle scuole elementari comunali, dedicandosi alle ripetizioni gratuite dei figli degli operai più indigenti e chiudendo la sua carriera da direttore didattico.
Assieme all'attività di insegnante, don Arcangelo coltivò la propria passione per l'archeologia: fu ispettore onorario delle belle arti dal 1907, archeologo autodidatta e ricercatore instancabile per tutta la vita. A lui è attribuita l’individuazione del sito archeologico di Cosilinum sul colle detto “Civita” ai primi del ‘900, sulla base dei suoi studi e comprovata dal rinvenimento di numerosi resti architettonici e soprattutto epigrafi, oggi visibili presso il Museo Archeologico della Lucania Occidentale della Certosa di San Lorenzo.
S'interessò mediante perorazioni, istanze, sensibilizzazioni, proposte di utilizzo del recupero del cenobio nella Certosa di San Lorenzo. Si distinse, prediligendo la saggistica, in collaborazione con varie riviste come L’Istitutore di Torino, cimentandosi anche in generi diversi (come la commedia Calendimaggio). Ha lasciando inediti non pochi scritti di carattere didattico-pedagogico e preziosi appunti su ricognizioni archeologiche.

## Le critiche contro Giovanni Camera
Recentemente è stato ritrovato un libello satirico, scritto in forma anonima, attribuito a don Arcangelo Rotunno, intitolato "Ultimo a comparire...", oggi conservato nella Biblioteca di storia dell'arte Bruno Molajoli di Napoli. Il pamphlet si presenta senza copertina e luogo di edizione ma reca nella pagina finale il nome dell’autore “Arcangelo Rotunno fu Giuseppe”, luogo e data “Padula, novembre 1913". Il titolo è allusivo al vecchio detto “Ultimo a comparir fu Gambacorta”, epiteto scherzoso rivolto a un ritardatario cronico.  L'autore fa capire che intende rispondere a tono satirico, seppure in ritardo, ad accuse e maldicenze rivoltegli contro da un “Onorevole” locale e dal suo “cerchio magico”. Si tratta del deputato padulese Giovanni Camera, il quale rappresentò l’autentico “dominus” della politica nel Vallo di Diano, che non viene mai nominato da don Rotunno. Il "cerchio magico" si riferisce alla vicinanza di Camera alla loggia massonica "Porta Pia" di Sala Consilina. 
Nei primi tempi dell’attività parlamentare intrattenne un buon rapporto col compaesano don Arcangelo, con cui aveva condiviso, parte degli studi e della formazione presso lo storico ebolitano Giacinto Romano. Ma la iniziale distanza per fede e ideologia fu accresciuta da due questioni di vitale importanza per Rotunno e sulle quali le sue aspettative erano contrastate o addirittura ignorate dall’onorevole Camera: in primis, le condizioni strutturali della Certosa di San Lorenzo, avviata verso la rovina a causa dell’abbandono in cui lo Stato la lasciava dopo che i restanti monaci furono espulsi nel 1866, nonostante fosse stata dichiarata monumento nazionale. La sua attività di parroco e archeologo, e le segnalazioni non premiarono i suoi sforzi, come da lui stesso dichiarato nel pamphlet:
(A. Rotunno in "Ultimo a comparire...", p. 17)
Nella sua autodifesa dalle accuse di presunti favori ricevuti dall’onorevole, come la nomina ad Ispettore ministeriale, Rotunno precisa che non fu Camera a proporne la carica al ministro, ma il senatore Giacomo Racioppi, che gli riconosceva, in due lettere del settembre 1903, meriti di storico e archeologo. Lo stesso Camera tentò di calmare lo sdegno di don Arcangelo facendogli conferire la Croce di Cavaliere che don Rotunno rifiutò:
(A. Rotunno, don, in "Ultimo a comparire...", p. 16)
Rotunno mostrò ancora più sdegno quando il cenobio della Certosa divenne campo di concentramento per prigionieri di guerra e disertori, dal 1915. Camera, alle elezioni del 1924, venne sconfitto da Giovanni Amendola, appoggiato invece da don Rotunno. L'evento segnò il declino delle fortune politiche dello stesso Camera.

## Opere
- Il Santuario e la Conciliazione, Sala Consilina, Tipografia sociale, 1888.
- Il centenario d'un illustre incisore, Siena, Lazzeri, 1908.
- Ultimo a comparire, pamphlet, Padula, 1913.[7]
- Un libro pregevole ed utile, Napoli, Melfi & Joele, 1915.
- Uno scongiuro, Premiato stab. tip. Spadafora , Salerno, 1926.
- Giambattista Vico a Vatolla Cilento e il suo olivo, Napoli, Coop. Tip. Sanitaria, 1929.
- La nostra vittoria era preveduta, incompiuto.
- Per la scuola medica salernitana, documenti storici.

### Altre opere e raccolte
- Religione e patria: lettera aperta ai cittadini padulesi residenti all'estero, monografia, Padula, 1908.[10]
- Scritti vari di Arcangelo Rotunno, Ferrara, (postumo) SATE, 1986.
- Sant'Antonio in Polesine,  Centro stampa Comune di Ferrara, prefazione, 1990.[11]

Fonte: Biblioteca Apostolica Vaticana